# Yutaka Sado
Yutaka Sado (佐渡 裕, Sado Yutaka), né le 13 mai 1961 à Kyoto, est un chef d'orchestre japonais.

## Biographie

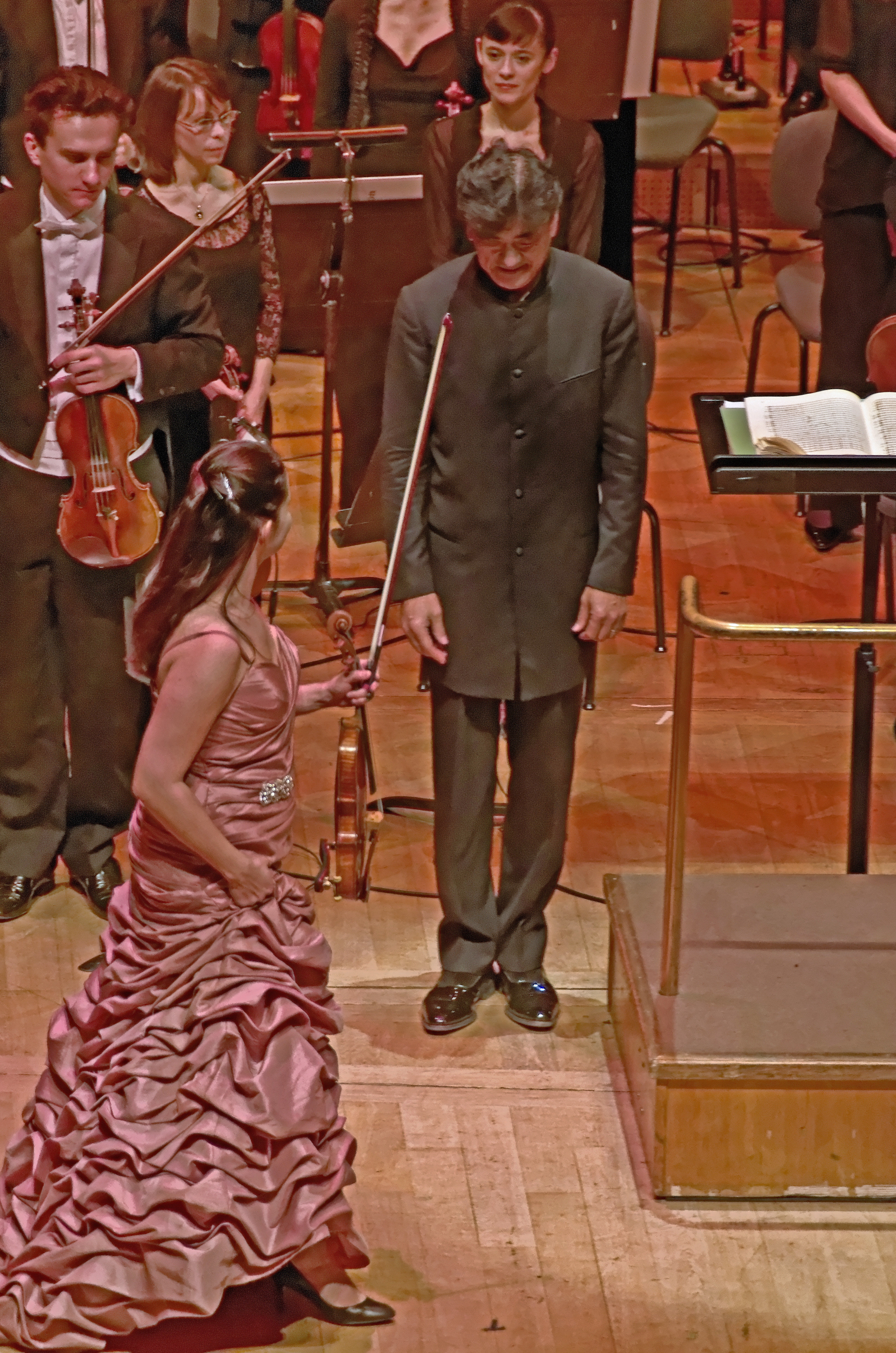
Yutaka Sado saluant Baiba Skride (décembre 2012)

Yutaka Sado travaille, dès 1987, avec Leonard Bernstein et Seiji Ozawa aux États-Unis, devenant l'assistant de ce dernier au Nouvel orchestre philharmonique du Japon.
En 1989, il gagne le premier prix du 39e Concours de Besançon. Il remporte, en 1995, le prix Davidoff et le premier grand prix Bernstein de Jérusalem.
De 1993 à 2011, il est chef principal de l'Orchestre Lamoureux. Il est également l'invité régulier de très nombreux orchestres européens.
Yutaka Sado a été nommé, en 2005, directeur musical et artistique du nouvel Orchestre et du nouvel Opéra de la préfecture de Hyōgo au Japon.
En 2011, il réalise son rêve d'enfant et dirige le très prestigieux orchestre Philharmonique de Berlin dans un programme consacré à Toru Takemitsu et Dmitri Chostakovitch.
En 2013, il est nommé directeur musical du Tonkünstler-Orchester  Niederösterreich à compter de la saison 2015-2016. Il est renouvelé à ce poste en 2019, jusqu'en 2025.

## Discographie
- World Philharmonic Orchestra : Ravel, Bizet, Berlioz, Dukas. Prise de son et enregistrement par Radio France et distribution par Naïve.